# Йован Йосифовски
Йован Йосифовски (на македонска литературна норма: Јован Јосифовски) е виден юрист от Северна Македония, член на Конституционния съд на страната от 2016 година.

## Биография
Роден е на 10 април 1948 година в Тетово, тогава във Федерална Югославия. В 1974 година завършва Юридическия факултет на Скопския университет. На 1 май 1975 година започва работа в Републиканския секретариат за законодателство и организация, където работи до 1983 година. След това до 1985 година е началник на Градския комитет за комунални дела и транспорт. До 1997 година е съветник в Законодателно-правната комисия на Събранието на Социалистическа република Македония, а от 1991 година на Събранието на Република Македония. В 1997 година става самостоятелен съветник в Събранието, а от 1999 до 4 декември 2002 година е заместник-секретар на Събранието. В 2003 година става съветник в Комисията за политическата система и отношениета между общностите на Събранието. На 14 април 2006 година Събранието го избира за председател на Държавната изборна комисия. За член на комисията е избиран и на 4 декември 2008 година и на 8 ноември 2011 година. На 23 юли 2012 година мандатът му е прекратен поради навършване на години за пенсия.
На 24 декември 2012 година става конституционен съдия.